# Liste de fosses océaniques
Cet article recense des fosses océaniques.

## Par profondeur
| Fosse                 | Océan      | Profondeur (m) |
| --------------------- | ---------- | -------------- |
| Fosse des Mariannes   | Pacifique  | 11 034         |
| Fosse des Tonga       | Pacifique  | 10 882         |
| Fosse des Kouriles    | Pacifique  | 10 542         |
| Fosse des Philippines | Pacifique  | 10 540         |
| Fosse des Kermadec    | Pacifique  | 10 047         |
| Fosse d'Izu-Bonin     | Pacifique  | 9 780          |
| Fosse du Japon        | Pacifique  | 9 000          |
| Fosse de Porto Rico   | Atlantique | 8 605          |
| Fosse du Pérou-Chili  | Pacifique  | 8 065          |

## Par océan
- Océan Atlantique :
  - Fosse des Caïmans
  - Fosse de Porto Rico

- Océan Indien :
  - Sunda Trench

- Océan Pacifique :
  - Fosse des Aléoutiennes
  - Fosse des Philippines
  - Fosse de Bougainville
  - Fosse de Cedros
  - Fosse d'Izu Bonin ou fosse d'Izu Ogasawara
  - Fosse du Japon
  - Fosse des Kermadec
  - Fosse des Kouriles
  - Fosse de Manille
  - Fosse des Mariannes
  - Fosse mésoaméricaine (profondeur maximale 6 669 m)
  - Fosse des Hébrides
  - Fosse du Pérou-Chili ou fosse d'Atacama
  - Fosse des Philippines
  - Fosse des Ryukyu ou fosse Nansei-Shoto
  - Puysegur Trench (en)
  - Fosse des Sandwich du Sud
  - Fosse de Sorol
  - Fosse des Tonga
  - Fosse de Yap